# Tetramorium semireticulatum
Tetramorium semireticulatum är en myrart som beskrevs av Arnold 1917. Tetramorium semireticulatum ingår i släktet Tetramorium och familjen myror. Inga underarter finns listade i Catalogue of Life.